# 朱銘泉
朱銘泉（？—），祖籍福建泉州，現為亞洲木薯資源控股有限公司董事局主席（香港聯交所主板上市公司 HKEx 841），第十二屆全國政協委員，香港特別行政區選舉委員會委員，第十一屆中華全國工商業聯合會常務委員，第十一屆山東省政協常委，第十三屆濟南市政協常委，香港山東各級政協委員聯誼會首屆會長，香港福建希望工程基金會第七屆主席，香港福建社團聯會永遠名譽會長，港區省級政協委員聯誼會副會長等。

## 外部連結
- 朱铭泉：鲁企要勇敢“走出去”
- 山东省政协住香港委员朱铭泉：将投资山东 （页面存档备份，存于）